# Llorenç del Penedès
Lloréns,
Llorenç del Penedès là một đô thị thuộc tỉnh Tarragona trong cộng đồng tự trị Catalonia, phía bắc Tây Ban Nha. Đô thị này có diện tích là ki-lô-mét vuông, dân số năm 2009 là 2185 người với mật độ người/km². Đô thị này có cự ly km so với Tarragona.